# ۳ آوریل
۳ آوریل نود و سومین (در سال‌های کبیسه نود و چهارمین) روز سال در گاه‌ماری میلادی است. ۲۷۲ روز تا پایان سال باقی است.

## زادروزها
- ۱۹۲۴ - مارلون براندو، بازیگر آمریکایی
- ۱۹۳۶ - نادر ابراهیمی، داستان نویس و ترانه سرای ایرانی
- ۱۹۵۷ – جمال الجمال، سیاستمدار اهل فلسطین (د. ۲۰۱۴)
- ۱۹۶۱ - ادی مورفی، بازیگر آمریکایی
- ۱۹۸۶ - آماندا باینز، بازیگر آمریکایی
- ۱۹۸۷ - پارک جونگ مین  خواننده و بازیگر اهل کره جنوبی

## درگذشت‌ها
- ۱۹۸۶ - سید محمدکاظم شریعتمداری، فقیه شیعه ایرانی